# Aleksandr Viktorenko
Aleksandr Stepánovich Viktorenko (Александр Степанович Викторенко) (Olginka, provincia de Kazajistán Septentrional, República Socialista Soviética de Kazajistán, 27 de marzo de 1947-10 de agosto de 2023) fue un cosmonauta ruso.

## Biografía
Empezó su carrera de cosmonauta el 23 de marzo de 1978, y se retiró el 30 de mayo de 1997. 
A lo largo de su carrera fue comandante de las naves Soyuz TM-3, Soyuz TM-8, Soyuz TM-14 y Soyuz TM-20. Permaneció un total de 489 días en el espacio.